# 2012年夏季奧林匹克運動會田徑女子100公尺比賽
2012年夏季奥林匹克运动会田徑比赛的女子100公尺项目于2012年8月3日至8月4日在倫敦倫敦奧林匹克體育場举行。

## 纪录
本次比赛之前，现有的世界和奥运会纪录如下：
| 世界紀錄   | 弗洛伦斯·格里菲斯-乔伊娜         | 10.49秒 | 美国，印第安納波利斯 | 1988年7月16日 |
| 奧運會紀錄 | 弗洛伦斯·格里菲斯-乔伊娜（美国） | 10.62秒 | ，首爾               | 1988年9月24日 |